# Subjected
Subjected è il primo album della band technical death metal italiana Illogicist, pubblicato nel 2004 con la casa discografica Crash Music Inc..

## Tracce
1. "Into Your Mind (Intro)" - 0:25
2. "The High Price Of Confidence" - 04:17
3. "Knowledge Curse" - 05:24
4. "Every Straight Lie" - 04:40
5. "Dissonant Perspectives" - 05:23
6. "Subjected" - 04:46
7. "Introspection (Instrumental)" - 02:06
8. "The Soul Feeder" - 07:00
9. "The Last Show" - 04:53

## Formazione
- Luca Minieri - voce, chitarra
- Diego Ambrosi - chitarra
- Emilio Dattolo - basso
- Remy Curtaz - batteria